# Corallianassa lanceolata
Corallianassa lanceolata is een tienpotigensoort uit de familie van de Callianassidae. De wetenschappelijke naam van de soort is voor het eerst geldig gepubliceerd in 1944 door Edmondson.